# بنزکسونیوم کلرید
بنزکسونیوم کلرید (به انگلیسی: Benzoxonium chloride) با فرمول شیمیایی C۲۳H۴۲ClNO۲ یک ترکیب شیمیایی با شناسه پاب‌کم ۲۹۵۶۳ است. که جرم مولی آن ۴۰۰٫۰۴ g/mol می‌باشد.